# ラーメンばあ
ラーメンばあは、カネボウフーズ（現：クラシエフーズ）グループが販売していたスナック菓子。ラーメンばあと同じく「レスラー軍団抗争Wシール」を展開していた他の菓子についてもこの頁で記述する。

## 概要
1987年、ベルフーズより発売開始。「ベビースターラーメン」に似た味付けをされた麺を砕き、コーンパフと一緒に棒状（バー＝商品名の「ばあ」はこれに由来する）に固めた菓子と、おまけとしてシールが同梱されていた。菓子はそのまま食すほか、お湯をかければインスタントラーメンとしても食べられると包装上で説明された。味の種類はしょうゆ味、チリ味、えび味のほか、チョコチップ入りやレモンミルク味などの甘い味付けも登場した。普通のスナック菓子に比べて塩味と脂が濃いのが特徴である。定価60円。

## レスラー軍団抗争Wシール
テレビコマーシャルでは「覆面レスラーシール」。キャラクターが描かれたシールをめくると、そのキャラクターの別の顔が描かれたもう一枚のシールが姿を現すもので、当初は正規軍、テレビ（TV）軍、覆面軍、タッグ（W）軍。第3弾以降はラーメンばあさん率いるラーメン軍対麺魔軍といったプロレス団体が抗争を繰り広げるというストーリーがつけられていた。イラストはスタジオメルファンが手掛けていた。
シール端には各キャラクターの強度を表すパラメーターが表示されており、1枚目のシールをめくれば強度がアップして素材がアルミシールやプリズムシール、ホログラム化したり、逆に弱体化するため、それまで見たことのないキャラクターであった場合は、そのシールをめくるのが楽しみとなった。なお、2枚目のシールには頻繁な1枚目の着脱に耐えられるよう、特殊なコーティングが施されていたが、稀にコーティングフィルムが剥がれてしまうこともあった。また、中央が窓となった「透明シール」と呼ばれるものがあり、他のシールに貼ることでキャラクターのパワーアップを示すシールもあった。1988年にビックリマンが公正取引委員会からシールの素材、封入率に関して注意勧告を受け、一時期ホログラムやプリズムシールを封入できなくなった際には、ラーメンばぁもプリズムシールの封入を取りやめ、第10弾以降はすべてのシールを三枚重ねのトリプルシールにして発売。2枚目は太陽光等の紫外線を当てることで絵が浮かび上がるようになっていた。後述の「必殺！ガムラツイスト」でも第11弾からすべてのシールがトリプルシールになった。
「菓子におまけシールをつける」という手法は「ビックリマン」シリーズの影響を強く受けたものであったが、2枚重ねというビックリマンにはないアイデア（のちにビックリマンでもシールを重ねたものが登場）で、後発ながらもシリーズ化され、根強いファンも存在していた。全13弾。第14弾は一度発売が予定されていたが、1989年秋に『聖戦士ロビンJr.』がスタートすることから発売は中止。コミックボンボンにおいてシールの線画のみが掲載された。のちに2018年にワイエスコーポレーションにおいて幻の14弾最終決戦というかたちで通信販売が行われた。
代表的なキャラクターとしては、ドン・ゴッド理事長、Dr.Hellス、秘書マリリン、殺し屋キラー・ジョーなどがある。その後ストーリーは、宇宙の命運をかけたスペクタクルへと発展。「ビックリマン」が小学館の『月刊コロコロコミック』とタイアップしていたのに対し、ラーメンばあは講談社の『コミックボンボン』とタイアップしてストーリーの普及が図られた。漫画版の作者は桜多吾作（漫画版の作者名義はおうたごさく）。

### 面魔長老巨大ホロシール
第10弾から「当たりキャンペーン」を開始、シール以外に封入されていた「当たり券」か「補助券」3枚をまとめて送ると、「面魔長老巨大ホロシール」がもらえた。シールは長老の名称を中心に、画像右が「最新の姿」、左が「紋章」・「幼年時」・「青年時」・「説明」で構成されている。
シールは月ごとに替わる予定であったが、『聖戦士ロビンJr.』スタートのため、「十五代長老 武羅闘王」・「十四代長老 アンド皇帝」・「十三代長老 パルサーM」の3種類だけで終了、残りの12名は第14弾に通常サイズで全員登場の予定だったが、これも第14弾の発売中止で日の目を見ず、「幻の第14弾」でようやく日の目を見た。

## レスラー軍団抗争Wシール封入菓子

### 必殺！ガムラツイスト
イチゴ味のガムに同種のシールをつけた商品。通称「ガムラツイスト」。発売はカネボウ食品。定価50円。第1-2弾のラインナップはラーメンばあと同一だったが、第3弾以降は別のシリーズとして展開。ドンゴッド理事長直属の正規軍、覆面レスラー主体の覆面軍、タッグバトル主体のw軍、テレビや漫画のキャラクターモチーフのTV軍による四団体の抗争が繰り広げられた。第5弾で宇宙からビーナトロン軍が襲来。正規軍、テレビ（TV）軍、覆面軍、タッグ（W）軍の4軍は我無羅として統一、ビーナトロン星を目指して宇宙を旅するSF要素が追加された。この手法によって、ストーリー的に重層的な厚みを増すことに成功する一方、コンプリートするためにはガムラツイストとラーメンばぁの両方の商品を購入する必要があるため、子供には不評であった。第5弾からヘッドシールは3枚重ねのトリプルシールになり、第11弾以降はすべてのシールがトリプルシールになった。
ガムラツイストは第15弾まで発売され、ストーリーは完結している。また、『GO!レスラー軍団』『レスラー軍団〈銀河編〉聖戦士ロビンJr』の2作品がテレビアニメ化された。
1989年4月には、アニメ『Go!レスラー軍団』の放送開始を記念して「限定版ガムラツイスト」を発売（ラムネ味）。「ガムラツイスト」第5弾までから選りすぐりのキャラを選んで、計2弾に分けて発売した。登場キャラの内、ヘッドクラスのキャラ（ドン・ゴッド理事長、聖・魔ドンナ、キラー・ジョー、Dr.Hellス、我無羅殿親王、ベン・K・ゴッド、ロビン・ゴッド、星若丸）の「2枚目」は、オリジナルの他、新たに作成したポーズ3種を追加して発売された。なお第2弾は「聖戦士ロビンJr.」に替わる関係上、発売は極めて短期間だった。

### ハッスルマッチ
1987年夏にカネボウ食品から発売されたオレンジ味のアイスバー。レスラー軍団抗争Wシール入りであるが、上記商品とは別のストーリー展開が行われ、アイス商品ならではの氷河軍と熱帯軍の戦いをラインナップ。全1弾。のちに四国限定でガムラツイストアイスも発売。

### その他
- 1988年7月、カネボウ食品「スペシャルマッチ21st」。メロン味のフーセンガムで、チェンジアップシール、軍団IDカード付き[1]。あたりシールを送ると我無羅殿親王及び我無羅殿親王の部下である我無羅八部衆の大型ダブルシールがもらえた。

- 1989年2月、カネボウ食品「我無羅軍の秘宝」。メタリックフィギュア付き[1]。
- 1989年7月、カネボウ食品「ガムラツイストスーパー＆キッズ」。レスラー軍団カード付き[1]（リアルタイプとSDタイプのどちらか）。
- 1989年11月、ベルフーズ「ラーメンダア」。ベビースターラーメン風のラーメンスナック。レスラー軍団カード付き[1]。

## レスラー軍団〈銀河編〉聖戦士ロビンJr
1989年10月より新シリーズとしてスタート。前作から10数年後の銀河系が舞台となり、前作の主要人物の子供たちが、太妖妃G羅によってダークリバース化した太陽系を解放するストーリーとなっていた。旧シリーズのキャラクター達も再登場し、一部はダークリバース化によって敵となってロビンJr達に立ちはだかった。
商品の仕様としてはダブルシールからシール＆プレート（カード）と呼ばれるものに変更。シールにはモノクロでキャラクターのイラストあるいはエンブレムが描かれており、シールをめくることでキャラクターが現れるシステムになっていた。カードの裏面はキャラクターの後ろ姿が描かれており、プロフィール等は書かれていない。キャラクターの詳細についてはTVアニメもしくはコミックボンボンで補完する必要があった。カードの素材はノーマル、クリア、ホロプリズムの三種類が存在した。主人公たちの場合はパワーアップもしくはパワーダウンした姿が描かれ、敵の場合はダークリバース化した姿もしくはダークリバース化から解放された姿が描かれていた。
ラーメンばあにおいてはお菓子が小ぶりになり、価格が60円から50円に変更され、味はしょうゆ味と青のり味の2種類になった。ガムラツイストにおいてはいちご味からスポーツドリンク味に変更された。前作と同様にガムラツイストとラーメンばあにおいてそれぞれ収録されるシール＆プレートは異なっていた。ラーメンばあは3弾（天邪星編）で終了し、ガムラツイストは6弾（火激星・夜光星編）まで続いた。

## CM
桑名湧らが出演。酔っ払いとおぼしき中年男性がラーメン屋台の店主に向かって踊りながら「すったからった、すったからった、オーヤジ！ あ・ラーメンばあ」と言いながら近づき本製品を出してかじり、「ふ〜んすったからった、すったからった」と去ってゆくCMは、放映当時子供たちの間で軽い流行語のような扱いを受けていた。なお、この中年男性は「ナルトの平次」というキャラクターでシールにも登場。ラーメン軍団のスカウトマンという設定がなされていた。

## アニメ
いずれも東京ムービー新社制作、テレビ東京系で放映。
GO! レスラー軍団1989年4月 - 10月 全21話
レスラー軍団〈銀河編〉 聖戦士ロビンJr.1989年10月 - 1990年9月 全50話
銀河編の第1話 - 第24話までがソフト化されている。

## 図鑑
レスラー軍団を取り上げていた講談社の「コミックボンボン」特別版「コミックボンボンスペシャル」から、シール図鑑が3冊発売された（いずれも絶版。なお発売日はいずれも初刊）
コミックボンボンスペシャル26『最強シール軍団カラー完全大図鑑」（1988年4月19日発売）
森永乳業（ブランド名「エスキモー」）「秘伝忍法帳」、フルタ製菓「ドキドキ学園」と合わせて、本シリーズのシールを第5弾まで紹介、カラーページではラばあ・ガムラ第6弾を掲載。
コミックボンボンスペシャル27「レスラー軍団抗争Wシール カラー完全大図鑑」（1988年8月8日発売）
初の単独図鑑。ラばあ・ガムラとも第8弾まで紹介。これにレスラー軍団の様々な情報や、その情報を元にした桜多吾作執筆による漫画を掲載。
コミックボンボンスペシャル37「レスラー軍団生シール完全大図鑑」（1989年5月20日発売）
レスラー軍団アニメ化に伴い発売。アニメは各キャラクター解説（ただし「超悪魔生命体」は紹介せず）・アニメ第3話まで・桜多執筆による漫画を掲載、シールはラばあは第12弾・ガムラは第13弾まで掲載。ただしページ数の関係上、第6弾までのラばあ・ガムラは削除されたキャラもある。

## 関連商品

### タイムスリップバトル
ベルフーズより発売されたシール付きのお菓子で、レスラー軍団同様にスタジオメルファンがイラストを手掛けていた。お菓子はココア味のタブレットで、お湯に溶かしてココアとして飲むことができた。シールについてはレスラー軍団同様にダブルシールもしくはトリプルシールとなっており、シールをめくることでパワーアップもしくはパワーダウンをした姿が出現する。シールの隅には横綱、大関等相撲の番付が書かれており、大関はプリズムシール、横綱はトリプルシールとなっていた。

### 真おくのほそみち
ワイエスコーポレーションがレスラー軍団のイラストを手掛けたスタジオメルファンの協力のもとに作成したキャンディー付きシール菓子。通販のみの発売。松尾芭蕉が妖怪を倒しながら東北を旅する設定となっており、0弾、1弾、2弾と発売され、1弾以降はダブルシールが封入され、ドンゴッド理事長やラーメンばあさん等のレスラー軍団に似たキャラクターが登場する。また、ガムラツイストスペシャルマッチ21stでもらえた大型ダブルシールをオマージュした特大シールをプレゼントするキャンペーンも展開していた。

### ガム女学園
ワイエスコーポレーションがスタジオメルファンの協力のもとに作成したシールシリーズ。シールのみの通信販売。女学校を舞台にしたシールシリーズとなっており、一部のキャラクターは旧シリーズの男性キャラを女性化した姿となっている。2021年より展開がスタート。

### バーコードバトラースーパーⅤ
1992年にベルフーズより発売されたラーメンスナック。見た目はよりインスタントラーメンに近くなっており、価格は70円。
エポック社のバーコードバトラーで遊ぶことのできるカードが付いており、全カードに蓄光インクが施され、暗闇でカードを見るとバインドと呼ばれる守護神が現れる仕組みになっていた。全6弾。